# Kaypro
Kaypro Corporation fue un fabricante estadounidense de computadoras personales y para el hogar con sede en San Diego en la década de 1980. La empresa fue fundada por Non-Linear Systems (NLS) para competir con la popular microcomputadora portátil Osborne 1. Kaypro produjo una línea de computadoras basadas en CP/M resistentes y «transportables» que se vendieron con un extenso paquete de software que suplantó a sus competidores y rápidamente se convirtió en una de las líneas de computadoras personales más vendidas a principios de la década de 1980.
Kaypro fue excepcionalmente leal a su base de clientes original, pero tardó en adaptarse al cambiante mercado de las computadoras y al advenimiento de la tecnología de las IBM PC compatible. Se desvaneció de la corriente principal antes del final de la década y finalmente se vio obligado a declararse en bancarrota en 1992.

## Historia

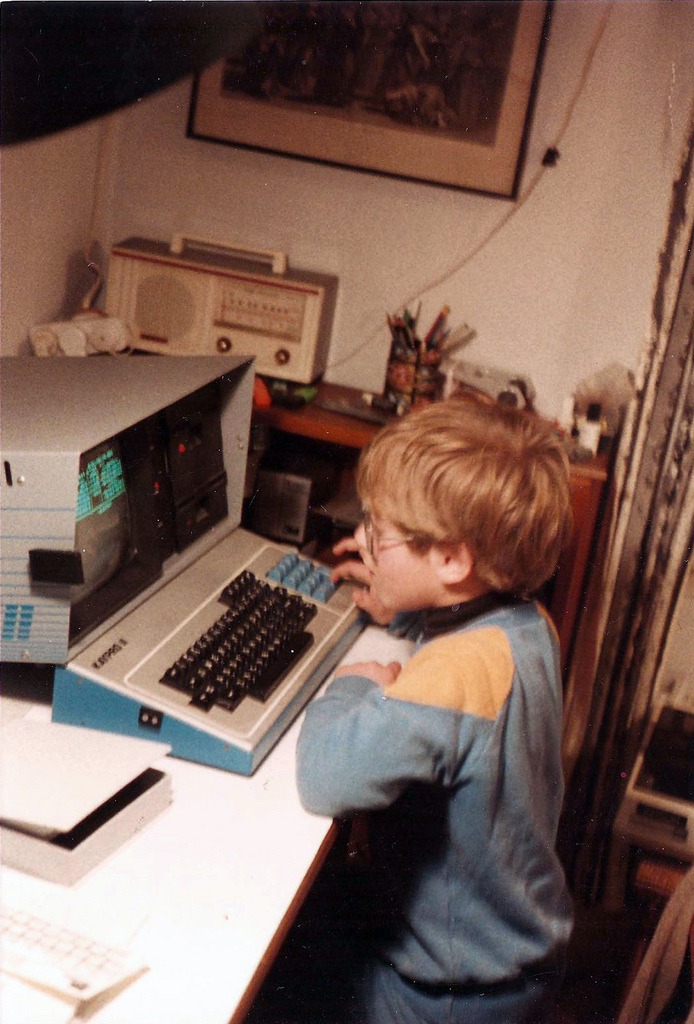
Un niño con una Kaypro II, 1984

Kaypro comenzó como Non-Linear Systems, un fabricante de equipos de prueba electrónicos, fundado en 1952 por Andrew Kay, el inventor del voltímetro digital.
En la década de 1970, NLS fue uno de los primeros en adoptar la tecnología de microprocesadores, que mejoró la flexibilidad de productos como los equipos de prueba de línea de producción. En 1981, Non-Linear Systems comenzó a diseñar una computadora personal, llamada «KayComp», que competiría con la popular microcomputadora portátil Osborne 1. En 1982, Non-Linear Systems organizó una empresa filial llamada Kaypro Corporation.
A pesar de ser el primer modelo que se lanzó comercialmente, el sistema original se denominó «Kaypro II» (en un momento en que una de las microcomputadoras más populares era la Apple II). El Kaypro II fue diseñado para ser portátil como el Osborne, conteniendo en un solo gabinete todos los componentes con un asa para transportarlo. Conformado en una carcasa de aluminio, con un teclado que se ajusta al frente tapando la pantalla CRT de 9" y las disqueteras, pesaba 13 kg y estaba equipado con un microprocesador Zilog Z80, 64 kilobytes de RAM y dos unidades de disquete de un sola cara y doble densidad. Ejecutaba el sistema operativo Digital Research CP/M, el estándar de la industria para computadoras de 8 bits con CPU 8080 o Z80, y se vendió por alrededor de US$1795 (equivalente a $5667 en 2023).
La empresa publicitaba el Kaypro II como «la computadora de 1595 dólares que se vende por 1595 dóalres». Aunque parte de la prensa se burló de su diseño (una revista describió a Kaypro como «fabricante de computadoras empaquetadas en latas») otros se entusiasmaron con su valor y señalaron que el paquete de software incluido tenía un valor minorista superior a la computadora de US$1595 (equivalente a $5345 en 2023) que se vende sola por US$1000 (equivalente a $3351 en 2023), y a mediados de 1983 la compañía vendía más de 10 000 unidades por mes, lo que la convirtió brevemente en el quinto fabricante de computadoras más grande del mundo.[cita requerida]
El Kaypro II era parte de una nueva generación de computadoras personales fáciles de usar que fueron diseñadas para atraer a los usuarios novatos que querían realizar una productividad básica en una máquina que era relativamente fácil de configurar y usar. Logró corregir la mayoría de las deficiencias del Osborne 1: la pantalla era más grande y mostraba más caracteres a la vez, las unidades de disquete almacenaban más del doble de datos, estaba mejor construido y era más confiable.[cita requerida]
Las computadoras como Kaypro II se conocían ampliamente como «equipos» o máquinas «llave en mano»; ofrecían poca capacidad de expansión o características que pudieran interesar a los piratas informáticos o aficionados a la electrónica y se caracterizaban principalmente por su precio asequible y una colección de software incluido. Si bien era fácil obtener y usar software nuevo con el Kaypro II (había miles de programas de aplicación disponibles para CP/M, y cada computadora Kaypro de 8 bits tenía 64 KB completos de RAM, suficiente para ejecutar prácticamente cualquier programa CP/M), la capacidad de expansión del hardware de esta computadora era casi inexistente. El Kaypro II no tenía ranuras de expansión ni conector de bus del sistema, ni zócalo de ROM alternativo, ni bus de periféricos, solo dos puertos de E/S, y una pantalla de video verde sobre negro de solo texto ASCII, de 80 x 24 caracteres, que solo podía mostrarse en el monitor CRT interno de 9" (a pesar de que el video se escanea a velocidades compatibles con TV NTSC).
Por el contrario, una característica favorable para los aficionados a la electrónica fue que todos los chips de la placa base Kaypro II estaban instalados en zócalos, no soldados a la placa, lo que facilitaba la reparación de las máquinas o incluso el empalme de circuitos personalizados en la lógica estándar (temporal o permanentemente). Además, aunque las máquinas Kaypro generalmente no se podían actualizar sin modificaciones personalizadas no autorizadas por la fábrica, algunas computadoras Kaypro que venían con unidades de disquete de una cara podían actualizarse a unidades de dos caras, y algunas que venían con una sola unidad de disquete podían tener una segunda unidad añadida (el propio Kaypro II puede actualizarse o no a unidades de doble cara, dependiendo de cuál de los dos tipos posibles de placa base esté instalado en la máquina.).
A pesar de sus limitaciones, las unidades cuadradas eran tan populares que generaron una red de grupos de usuarios aficionados en los Estados Unidos que brindaban soporte local para los productos Kaypro; la empresa trabajaba con los grupos de usuarios y tendía un vendedor que pasaba por allí si estaba en la zona.
El éxito de Kaypro contribuyó al eventual fracaso de Osborne Computer Corporation y Morrow Designs. Un diseño «industrializado» aparentemente más resistente que el de competidores como Osborne hizo que el Kaypro fuera popular para aplicaciones comerciales/industriales. Su puerto RS-232 fue ampliamente utilizado por los técnicos de servicio para la configuración, el control y el diagnóstico de equipos en el lugar. La calidad relativamente alta de fabricación que se observa en las computadoras Kaypro de 8 bits con carcasa de aluminio fue una consecuencia natural del negocio anterior de NLS que construía instrumentos de prueba electrónicos industriales y profesionales.
La versión del CP/M incluida con Kaypro también podía leer el formato de disquete de 86k de una sola cara y simple densidad de la Xerox 810. Las computadoras Kaypro de 8 bits usaban el popular controlador de disquete Western Digital FD1793; cualquier formato de disco que el FD1793 pueda leer y/o escribir (a 250 kbit/s), los Kaypro II, 4, 10 y modelos similares son capaces de trabajar con él. Teóricamente, cualquier formato de disquete sectorizado por software MFM o FM que esté dentro de los límites del FD1793, podrían leerse o escribirse si el usuario escribiera su propio programa utilitario.
Kaypro publicó y subvencionó ProFiles: The Magazine for Kaypro Users, una revista mensual de 72 páginas a cuatro colores que iba más allá de la cobertura de los productos de Kaypro para incluir información sustantiva sobre CP/M y MS-DOS; los colaboradores frecuentes incluyeron Ted Chiang, David Gerrold, Robert J. Sawyer y Ted Silveira. Manteniendo su homónimo, la publicación describía al fundador de Kaypro Andrew Kay y al ingeniero de software Stephen Buccaci.
Otra revista popular que cubrió las computadoras Kaypro fue Micro Cornucopia, publicada en Bend, Oregon.
Arthur C. Clarke usó un Kaypro II para escribir y editar en colaboración (a través de un módem desde Sri Lanka) su novela de 1982 2010: Odisea dos y la posterior adaptación cinematográfica. Más tarde se publicó un libro, The Odyssey File - The Making of 2010, sobre la colaboración.
Tras el éxito de Kaypro II, Kaypro pasó a producir una larga línea de computadoras similares a mediados de la década de 1980. Extremadamente leal a su grupo principal original de clientes, Kaypro continuó usando el sistema operativo CP/M mucho después de que sus competidores lo abandonaran.
A fines de 1984, Kaypro presentó su primer IBM PC compatible, el Kaypro 16 transportable. Si bien admitió que «es lo que pidieron nuestros distribuidores», la empresa afirmó que continuaría produciendo sus computadoras más antiguas. A esto le siguieron otros PC compatibles: Kaypro PC, Kaypro 286i (el primer IBM PC AT 286 compatible), el Kaypro 386 y el Kaypro 2000 (una laptop robusta con cuerpo de aluminio que funciona con baterías y un teclado desmontable). El lento comienzo en el mercado de clones de IBM tendría serias ramificaciones para la empresa.
Después de varios años turbulentos, con la disminución de las ventas, Kaypro se declaró en bancarrota del Capítulo 11 en marzo de 1990. A pesar de la reestructuración, la empresa no pudo recuperarse y se declaró en quiebra del Capítulo 7 en junio de 1992. En 1995, sus activos restantes se vendieron por US$2 700 000 (equivalente a $5 398 821 en 2023).
El nombre de Kaypro resurgió brevemente como un proveedor en línea de PC con Microsoft Windows en 1999, pero fue descontinuado en 2001 por su empresa matriz Premio Inc. debido a la lentitud de las ventas.

## Computadoras Kaypro

### Hardware

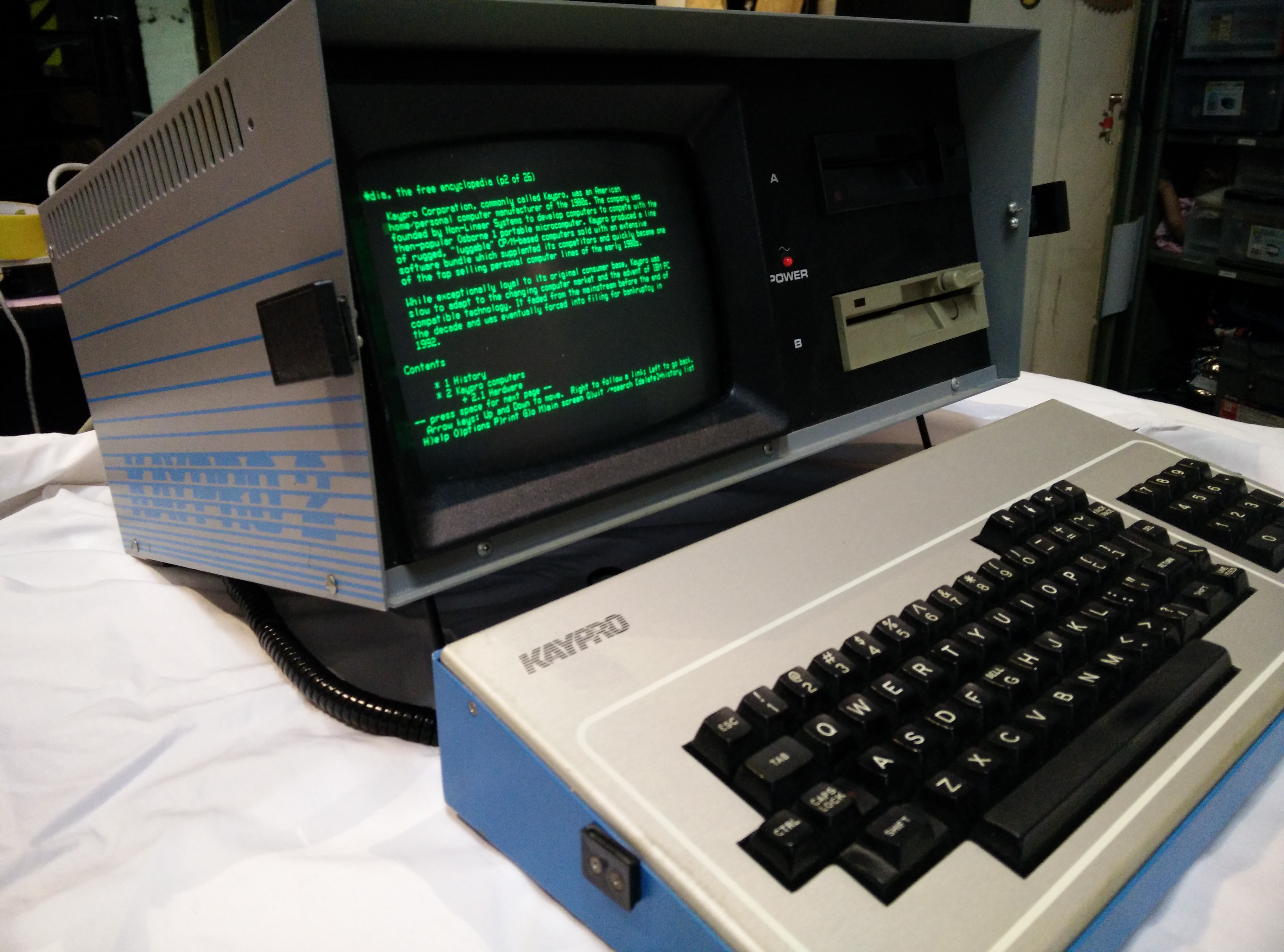
Un Kaypro II que muestra la página de Wikipedia de Kaypro usando Lynx a través de una conexión en serie.

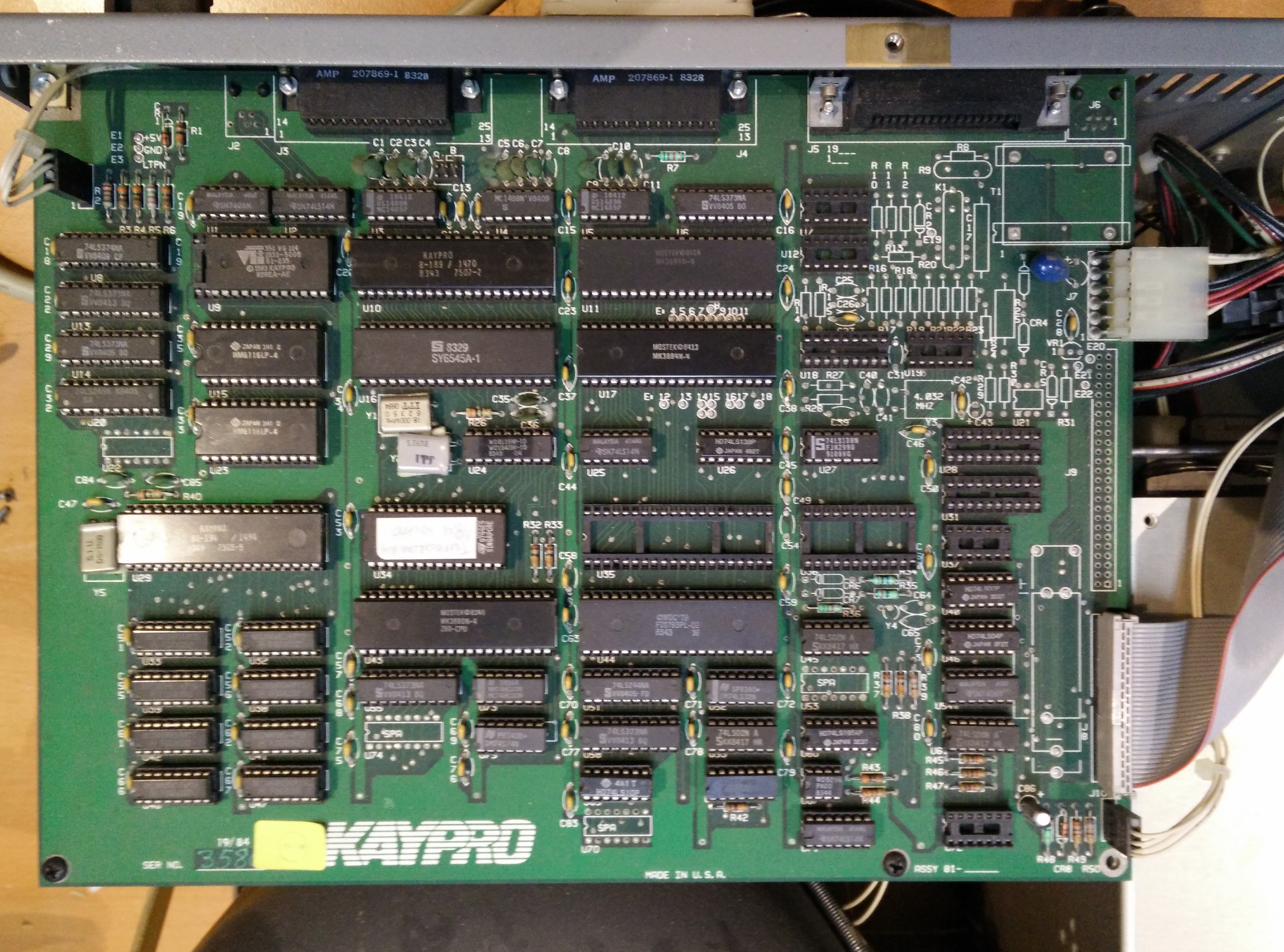
Una placa madre Kaypro II.

El Kaypro II tiene un microprocesador Zilog Z80 de 2,5 MHz; 64 KB de RAM; dos unidades de disquete de una sola cara de 191 KB y 5¼ pulgadas (llamadas A: y B:); y un CRT de 9" monocromático verde de 80 columnas que fue elogiado por su tamaño y claridad (el Osborne 1 tenía una pantalla de 5").
Al principio de la vida de Kaypro, hubo una disputa legal con el propietario de la computadora Big Board, quien acusó que la placa de circuito principal de Kaypro II de ser una copia sin licencia o clon.[cita requerida]
La carcasa exterior está hecha de aluminio pintado. La computadora cuenta con una gran teclado desmontable que cubre la pantalla y las unidades de disco cuando se guarda. La computadora podría caber en un portaequipajes aéreo. Esta y otras computadoras Kaypro (excepto la Kaypro 2000) funcionan con CA y no están equipadas con batería.
El Kaypro IV, posteriormente Kaypro 4, tienen dos discos de doble cara. El Kaypro 4 se lanzó en 1984 y generalmente se lo denominaba «Kaypro 4 '84», a diferencia del Kaypro IV, lanzado un año antes y denominado «Kaypro IV '83». El Kaypro IV usa direcciones de pantalla diferentes a las del Kaypro II, lo que significa que el software debe ser específico para el modelo.
El Kaypro 10 siguió al Kaypro II, y es muy parecido al Kaypro II y al Kaypro 4, con la adición de un disco rígido de 10 megabyte (doble partición A: y B:) y reemplazando una de las dos unidades de disquete (la unidad restante se direcciona como C:). El Kaypro 10 también eliminó los complicados procedimientos para encender y apagar la computadora, a menudo asociados con la tecnología de disco duro.
Más tarde, Kaypro reemplazó sus máquinas CP/M con las Kaypro 16, Kaypro PC y otras basadas en MS-DOS; al igual que la IBM PC y sus clones, ganó popularidad. Sin embargo, Kaypro llegó tarde al mercado y nunca ganó el tipo de prominencia en el campo de MS-DOS que había disfrutado con CP/M. En cambio, Kaypro vio cómo una nueva empresa, Compaq, se apoderaba de su mercado con la Compaq Portable, una computadora portátil todo en uno que era similar a las computadoras portátiles CP/M de Kaypro, con la excepción de ejecutar MS-DOS con cerca del 100% de compatibilidad con IBM PC. La Compaq era más grande y menos duradera, mientras que la Kaypro tenía una carcasa de grueso aluminio, la carcasa de la Compaq era de plástico, con un protector interior de aluminio de calibre delgado para reducir la interferencia de radiofrecuencia, pero se hizo cargo rápidamente del segmento del mercado de PC portátiles.
Las presentaciones en 1985 del Kaypro 286i, el primer clon IBM PC AT, y Kaypro 2000, una de las primeras computadoras portátiles (un sistema MS-DOS con una LCD monocromática y una resistente carcasa de aluminio), hizo poco por cambiar la suerte de Kaypro. El fracaso de Kaypro en el mercado de MS-DOS y otros problemas corporativos contribuyeron a la eventual caída de la empresa.

### Software
CP/M fue el sistema operativo estándar para la primera generación de Kaypro. El primer software de aplicación que vino con el Kaypro II incluía un procesador de texto muy impopular llamado Select que rápidamente se abandonó a favor de un prototipo de suite de oficina de Perfect Software que incluía Perfect Writer, Perfect Calc, Perfect Filer y Perfect Speller, así como el propio compilador S-BASIC de Kaypro (que producía archivos ejecutables .com). Perfect Filer presentaba una base de datos de archivos planos no relacionales adecuados para fusionar una lista de contactos con un modelo de carta creada en Perfect Writer.
Perfect Writer fue inicialmente una versión renombrada de los paquetes de software MINCE y Scribble de Mark of the Unicorn, que son implementaciones CP/M de Emacs y Scribe , portados de sus versiones originales basadas en minicomputadoras usando BDS C. Más tarde, MBasic (una variante de Microsoft BASIC) y el corrector ortográfico de Word Plus se agregaron al paquete de software del modelo II. Word Plus incluía un conjunto de utilidades que podían ayudar a resolver crucigramass o anagramass, insertar guiones suaves, ordenar alfabéticamente listas de palabras y calcular frecuencias de palabras. Otro programa de utilidad llamado Uniform permitió que Kaypro leyera discos formateados por computadoras Osborne, Xerox o TRS-80.
Las aplicaciones empaquetadas iniciales pronto fueron reemplazadas por los conocidos títulos WordStar, un procesador de textos, con MailMerge, originalmente un accesorio de terceros, para envíos masivos personalizados (cartas modelo), la hoja de cálculo SuperCalc, dos versiones del intérprete Microsoft BASIC, el S-BASIC de Kaypro, un BASIC compilado con bytecode llamado C-Basic, y la base de datos relacional dBase II.
Los datos se podían mover entre estos programas con relativa facilidad mediante el uso de archivos de formato delimitado por comas (ahora más comúnmente conocidos como archivos CSV), lo que mejoró la utilidad del paquete. Los manuales asumían que no se tenían conocimientos informáticos, los programas eran fáciles de usar y, por lo tanto, era posible encontrar al CEO de una pequeña empresa  desarrollando las aplicaciones necesarias internamente.
El Kaypro II y los modelos posteriores también vinieron con algunos juegos, incluidas versiones de juegos antiguos basados en personajes como Star Trek; algunos eran juegos recreativos reinventados en ASCII, incluidos CatChum (un juego similar a Pac-Man),  Aliens (un juego parecido a Space Invaders) y Ladder (un juego tipo Donkey Kong).
Si se hubiera comprado por separado, este software habría costado más que todo el paquete de hardware y software juntos. El Kaypro II era una computadora muy útil y (en ese momento) potente para el hogar o la oficina, aunque la carcasa de metal pintado hacía que pareciera más un instrumento de laboratorio resistente que una máquina de oficina. Disfrutó de una reputación de durabilidad.
Los modelos Kaypro CP/M posteriores vinieron con aún más software. En 1984, la revista BYTE observó que «Kaypro aparentemente tiene un tremendo poder de compra y negociación», y señaló que Kaypro 10 venía con WordStar y Perfect Writer, además de «dos correctores ortográficos, dos hojas de cálculo, dos programas de comunicación y tres versiones de BASIC».
Más tarde, las computadoras Kaypro MS-DOS ofrecieron un paquete de software similar.

## Recepción
InfoWorld en 1982 describió a Kaypro II como «un sistema informático robusto, funcional y práctico comercializado a un precio razonable». El crítico calificó el hardware de «primera clase», escribiendo que había usado la computadora en interiores y exteriores en varios países sin fallas, y elogió el teclado y la pantalla. Las deficiencias incluían el alto peso y la documentación mediocre.
Jerry Pournelle escribió en BYTE en 1983 que podía usar un Kaypro II sin la documentación. Aunque prefería la mucho más costosa Otrona Attaché, Pournelle calificó el hardware de Kaypro como «impresionante» y «resistente», aprobando el diseño del teclado y «sin duda la pantalla más grande que jamás obtendrá en una máquina portátil». Una revisión posterior de la revista describió la computadora como de «mejor valor», citando el diseño de hardware resistente, la pantalla nítida, el teclado, la documentación y el extenso software incluido. En 1984, Pournelle declaró que «Para aquellos que no tienen mucho dinero, no hay una opción real... necesitan un Kaypro, que se ha convertido tanto en el VW como en el Chevrolet de la microindustria».
BYTE declaró en 1984 que si bien la Kaypro 10 «no era una máquina tecnológicamente innovadora... el equipo y la potencia entregada por el precio son sobresalientes», y señaló que la computadora de US$2795 (equivalente a $8197 en 2023) «cuesta menos que muchas unidades de disco duro independientes». Aprobó el monitor «hermoso» como una mejora del Kaypro II y los extensos menús para ejecutar software en el disco duro sin usar la línea de comando. La revista criticó la guía del usuario «inaceptable» y predijo que el gran paquete de software sería «estupefacto» para los usuarios novatos, pero concluyó que la computadora tenía un «valor excepcional por su precio. Debería ser considerada por cualquier persona interesada en la capacidad de disco o rendimiento a un excelente precio».
Creative Computing en diciembre de 1984 eligió a Kaypro 2 como la mejor computadora portátil por menos de US$2500, elogiando la «increíble variedad de software» incluida, por «un precio asombroso de US$1295».

## Kaypro por modelo y año
La nomenclatura de Kaypro era extraña, ya que las designaciones numéricas de sus máquinas tenían más que ver con la capacidad de las unidades que con el orden en que se producían. Kaypro también lanzó varios modelos diferentes con los mismos nombres, tal vez con la esperanza de capitalizar el reconocimiento del nombre de sus máquinas más antiguas. Como resultado, identificar exactamente qué modelo es un Kaypro a menudo requiere una inspección de su configuración de hardware.
Todas las computadoras enumeradas a continuación son del tipo portátil a menos que se indique lo contrario.
- 1982

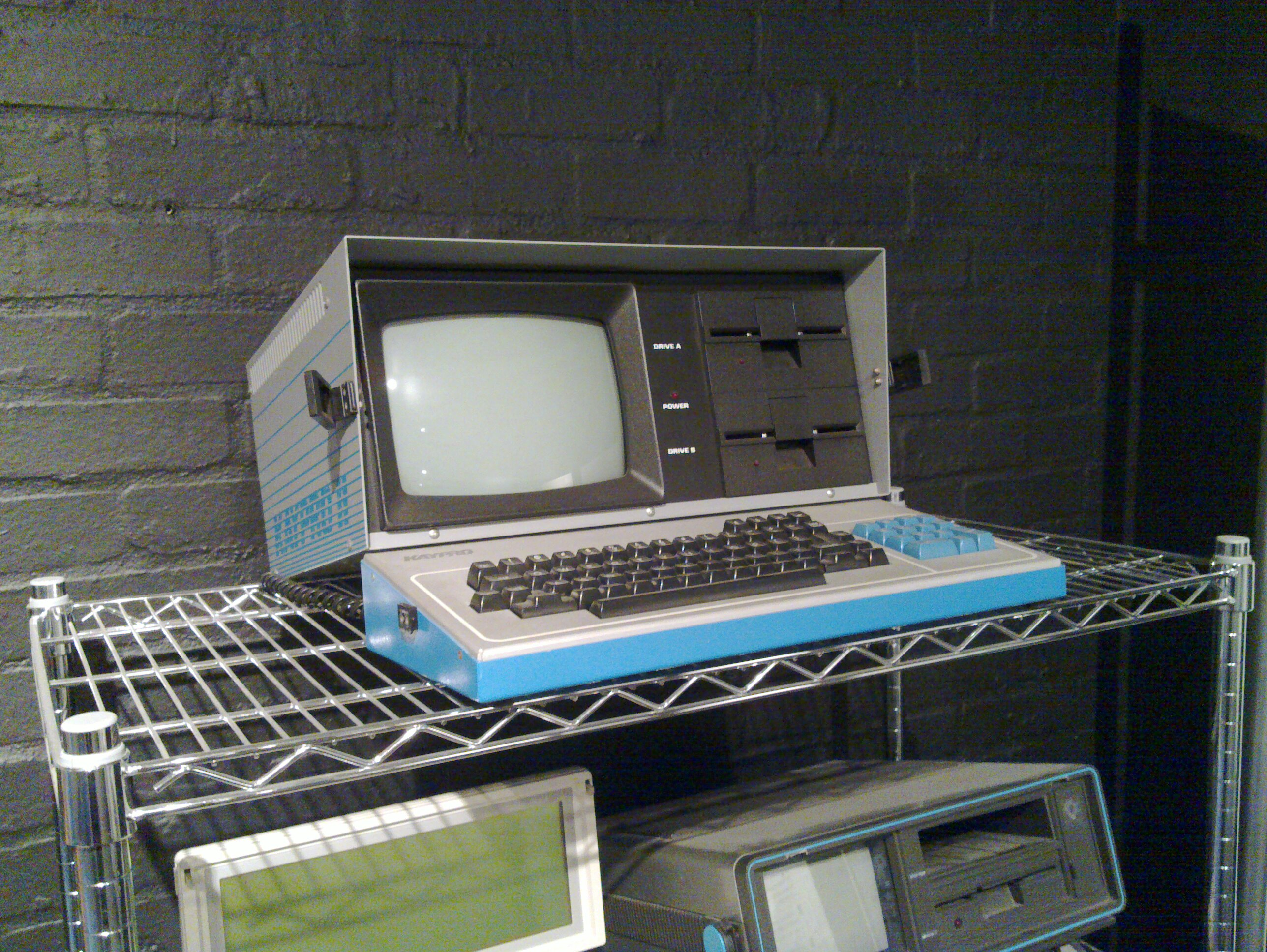
Kaypro II

  - Kaycomp II: El primer Kaypro fue un modelo de demostración que se presentó principalmente a posibles distribuidores. Tenía la misma carcasa que los modelos futuros, pero estaba pintada de verde, con dos unidades de disquete de simple lado que estaban montadas verticalmente en lados opuestos del monitor, como el Osborne 1 con quien pretendía competeir, y un monitor interno de 9 pulgadas en lugar del de 5" del Osborne[27]Una computadora prácticamente idéntica al Kaypro II posterior, pero con la etiqueta «Kaycomp» en el costado, se vendió al público en cantidades limitadas. Esta versión tenía dos unidades montadas verticalmente a la derecha y un teclado Keytronic con teclas completamente negras en lugar del teclado numérico azul.[cita requerida]
  - Kaypro II: El primer Kaypro lanzado comercialmente fue un éxito inmediato, dominando a su competencia, la microcomputadora Osborne 1. Originalmente comercializadas como Kaycomp II, las unidades de disquete ahora estaban montadas horizontalmente a la derecha de la pantalla.[27]

- 1983

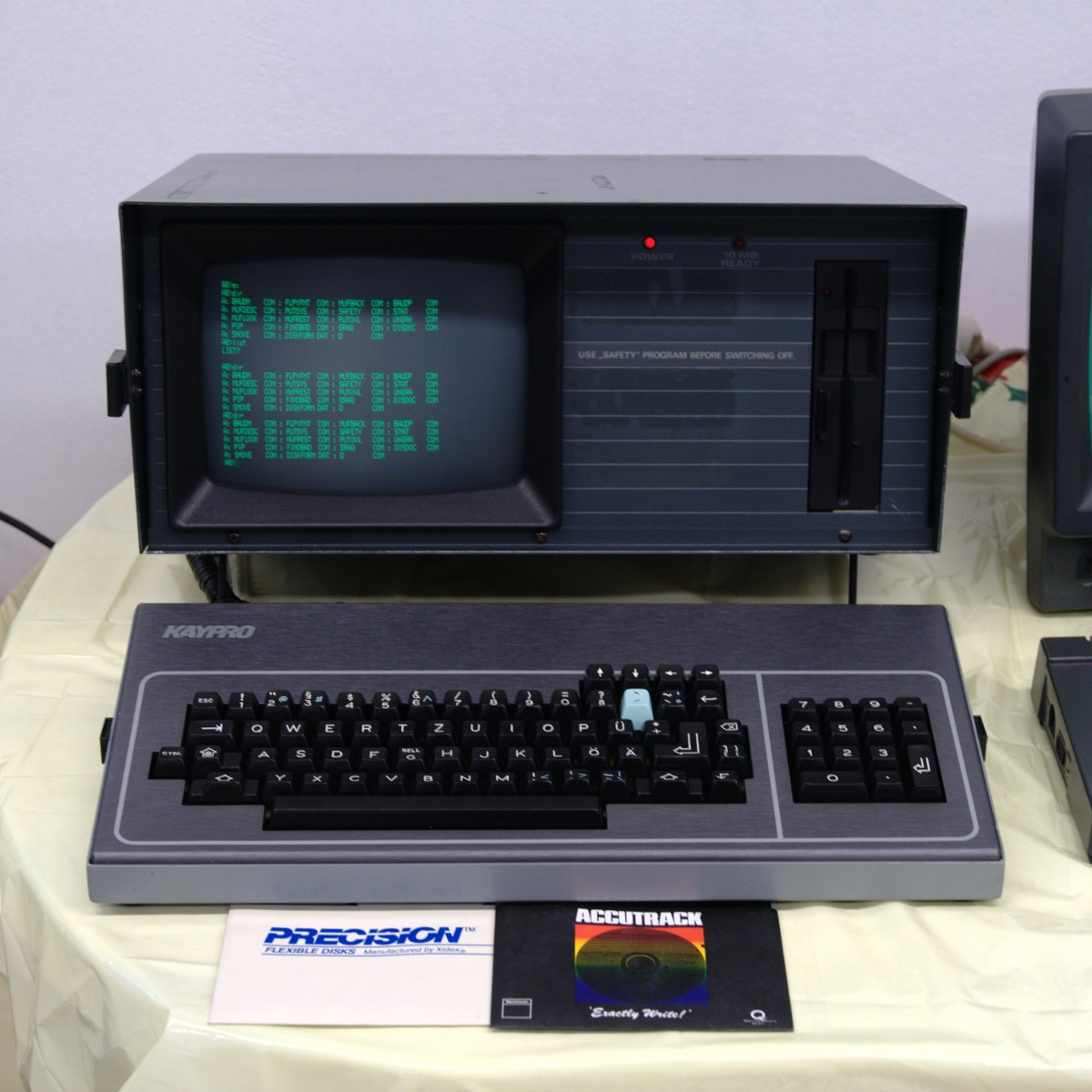
Kaypro 10

  - Kaypro IV: una evolución del Kaypro II, el Kaypro IV tenía dos unidades DS/DD (390 KB) y venía con Wordstar además del software Perfect Suite.
  - Kaypro 10: la Kaypro 10 fue una de las primeras computadoras en venir con un disco duro como componente estándar. Venía con un disco duro interno de 10 megabytes y una única unidad de disquete DS/DD.
- 1984
  - Kaypro 4: el Kaypro 4 era prácticamente idéntico al IV, pero presentaba unidades de media altura en lugar de unidades de altura completa, una velocidad de reloj de 4 MHz y tenía capacidades gráficas básicas. También tenía un módem interno de 300 baudios.
  - Kaypro 2X: El Kaypro 2X era similar al Kaypro 4, pero carecía del módem integrado de 300 baudios que estaba disponible en el Kaypro 4. Los Kaypro 2X a menudo se vendían en un paquete con el procesador de palabras Wordstar, hoja de cálculo y software de base de datos. La impresora de impacto que también estaba incluida en el paquete fue etiquetada como «Impresora Kaypro», pero en realidad era una impresora de margarita Juki 6100 renombrada.
  - Kaypro Robie: Kaypro Robie fue el único Kaypro basado en CP/M que no era portátil. Diseñado como una computadora de escritorio, tenía la misma placa base que el Kaypro 4. También estaba equipado con dos unidades de disquete de alta densidad de 2,6 MB y un módem de 300 baudios. Las unidades de disquete eran famosas por destruir discos, ya que literalmente raspaban el sustrato del disquete. El Robie era negro azabache, con las unidades montadas sobre la pantalla y el panel frontal inclinado hacia arriba. El Robie no se vendió bien, pero hizo cameos periódicos en la serie de televisión de ABC Moonlighting, como la computadora de escritorio utilizada por el personaje David Addisonde interpretado por Bruce Willis. Debido a su color negro, a su forma vertical, a que parecía un casco, y a su manija montada en la parte superior, fue apodada «la fiambrera de Darth Vader».[cita requerida]
- 1985
  - Kaypro "New" 2: un Kaypro 2X reducido de precio económico, venía con un software mínimo y no tenía el módem interno.
  - Kaypro 4+88: Una computadora de sistema dual, la 4+88 estaba equipada con un procesador 8088 y un Z80, y era capaz de ejecutar lo sistemas operativos MS-DOS y CP/M. Venía con 256 KB de RAM para el sistema operativo MS-DOS que podía funcionar como un disco RAM con el CP/M.
  - Kaypro 16: Muy similar en apariencia al Kaypro 10, la principal diferencia del Kaypro 16 era que tenía un procesador 8088 y 256 KB de RAM y funcionaba con el sistema operativo MS-DOS en lugar del CP/M. El Kaypro 16/2e era un «paquete» de computadora universitaria. Venía con DOS 3.3, dos unidades de disquete de 360 KB de 5,25" y 768 KB de RAM y software incluido para completar el curso universitario.
  - Kaypro 2000: la primera y única computadora portátil de Kaypro, era una máquina MS-DOS que funcionaba con pesadas baterías de plomo-ácido, la misma tecnología de batería utilizada en los automóviles. Similar en apariencia básica a una computadora portátil moderna, presentaba un teclado desmontable, una carcasa resistente de aluminio y una unidad de disquete emergente de 3,5 pulgadas.[28] En lo que parece haber sido una comparación recurrente, se la llamó «la computadora portátil de Darth Vader».
  - Kaypro PC: Tarde en el mercado de PC, la Kaypro PC se concibió como un competidor de la máquina de escritorio PC-XT de IBM. Funcionando a una velocidad de reloj más rápida que la máquina de IBM, estaba disponible con un disco duro más grande que el ofrecido por IBM y un extenso paquete de software. Presentaba la CPU en una placa de expansión en un backplane, que, al igual que las máquinas Z-DOS de Zenith Data Systems, prometía capacidad de actualización.
  - Kaypro 286i: una computadora de escritorio 286 de 6 MHz, fue la primera compatible con IBM PC/AT, con unidades de disquete dobles de 1,2 MB estándar y un extenso paquete de software, pero sin MS-DOS 3.0, que aún no se había lanzado, lo que requería que el usuario comprara PC DOS 3.0 de IBM.[29]
- 1986

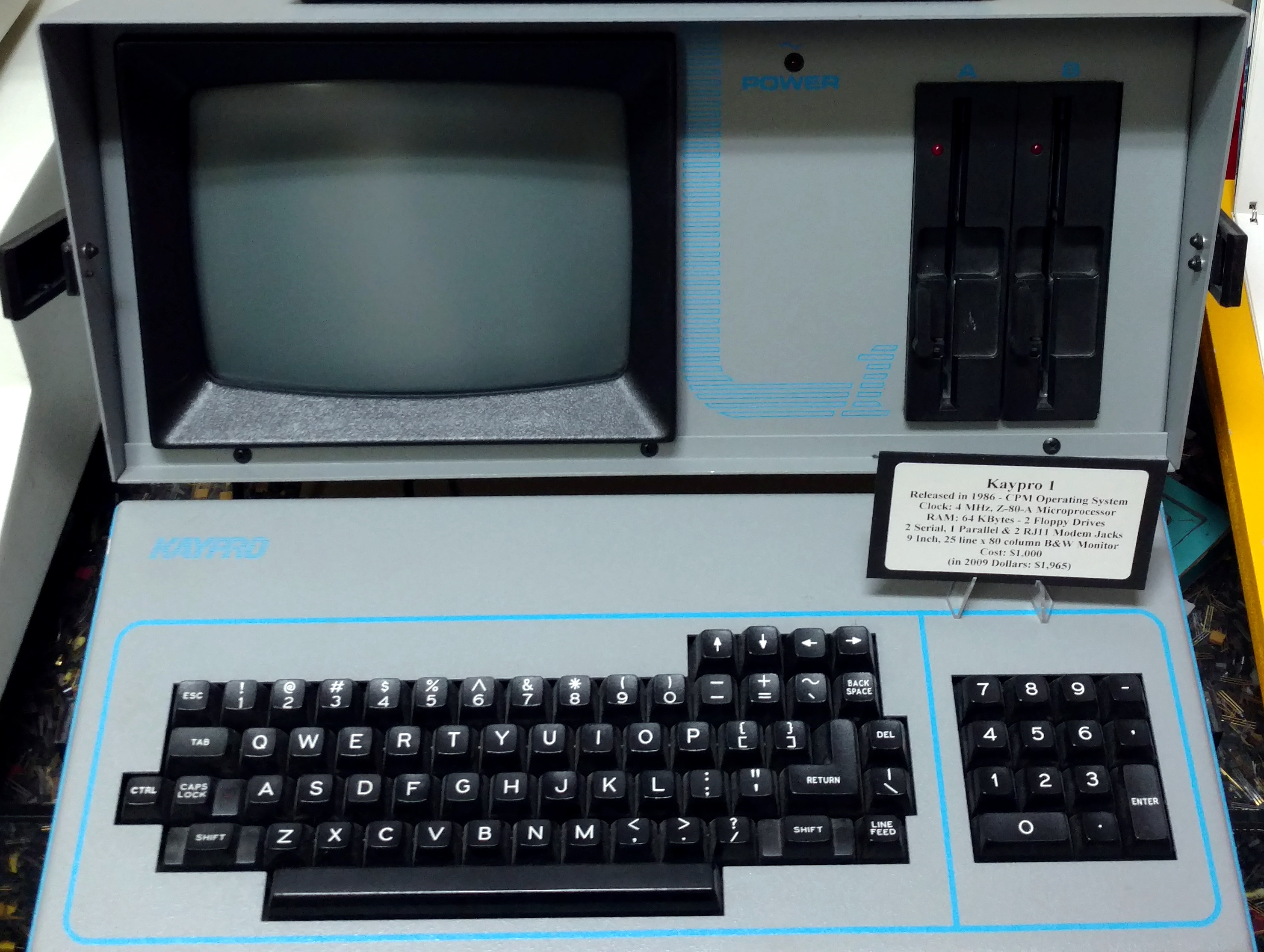
Kaypro 1

- - Kaypro 1: El Kaypro 1 fue el último modelo de CP/M que presentó Kaypro. En la mayoría de los casos, era simplemente un Kaypro 2X con un paquete de software más pequeño. Se distingue de los modelos Kaypro anteriores por sus unidades de disco orientadas verticalmente (aunque algunos modelos Kaypro 10 también las tenían).
- 1987
  - Kaypro 386: Una computadora de escritorio 386 de 20 MHz, con un extenso paquete de software. Presentaba una CPU en una placa de exapnsión que se montaba en un backplane, al igual que las otras placas de expansión.